# Симан Олександр Валентинович
Олександр Симан  (біл. Аляксандр Валянцінавіч Сыман нар. 26 липня 1977  Копиль, Білорусь) — білоруський біатлоніст, срібний призер чемпіонату світу з біатлону 2001 року в естафеті. Учасник Олімпійських ігор, чемпіон Європи з біатлону, дворазовий чемпіон світу з літнього біатлону, переможець та призер етапів Кубка світу з біатону. У 2011 році завершив свою біатлонну кар'єру.

## Виступи на Олімпійських іграх
| Рік  | Місце проведення | Інд | Спр | Пр | МС | Ест |
| 2002 | Солт-Лейк-Сіті   | —   | 56  | 49 | —  | 8   |
| 2006 | Турин            | 71  | —   | —  | —  | 11  |
| 2010 | Ванкувер         | 41  | 20  | 31 | —  | 11  |

## Виступи на чемпіонатах світу
| Рік  | Місце проведення | Інд | Спр | Пр | МС | Ест | ЗЕ |
| 2001 | Поклюка          | 62  | 50  | 40 | —  | 2   | —  |
| 2004 | Обергоф          | —   | 24  | 33 | —  | —   | —  |
| 2005 | Гохфільцен       | 23  | 41  | 48 | —  | 4   | —  |
| 2005 | Ханти-Мансійськ  | —   | —   | —  | —  | —   | 11 |
| 2006 | Поклюка          | —   | —   | —  | —  | —   | 14 |
| 2007 | Антхольц         | 25  | 58  | 54 | —  | 20  | 13 |
| 2008 | Естерсунд        | 21  | 62  | —  | —  | 8   | —  |
| 2009 | Пхенчхан         | 88  | 35  | 36 | —  | 19  | —  |

## Кар'єра в Кубку світу
- Дебют в кубку світу — 2 грудня 1999 року в індивідуальній гонці в Гохфільцені — 79 місце.
- Перше попадання в залікову зону — 28 лютого 2001 року в індивідуальній гонці в Солт-Лейк-Сіті — 24 місце.
- Перший подіум — 10 січня 2001 року в естафеті в Рупольдингу — 3 місце.
- Перша перемога — 15 січня 2004 року в естафеті в Рупольдингу — 1 місце.
- Перша особиста перемога — 16 лютого 2005 року в спринті в Покюці — 1 місце.

## Загальний залік в Кубку світу
- 2000–2001 — 74-е місце (7 очок)
- 2001–2002 — 90-е місце (2 очки)
- 2002–2003 — 80-е місце (1 очко)
- 2003–2004 — 59-е місце (24 очки)
- 2004–2005 — 35-е місце (145 очок)
- 2005–2006 — 91-е місце (1 очко)
- 2006–2007 — 59-е місце (32 очки)
- 2007–2008 — 81-е місце (10 очок)
- 2008–2009 — 66-е місце (73 очки)
- 2009–2010 — 74-е місце (45 очок)

## Статистика стрільби
| № п/п | Сезон     | Загальна         | Індивідуальна гонка | Спринт          | Гонка переслідування | Мас-старт       | Естафета       |
| ----- | --------- | ---------------- | ------------------- | --------------- | -------------------- | --------------- | -------------- |
| 1     | 1999-2000 | 84,0 % (84/100)  | 80,0 % (32/40)      | 87,5 % (35/40)  | 85,0 % (17/20)       | 0,0 % (0/0)     | 0,0 % (0/0)    |
| 2     | 2000-2001 | 79,6 % (215/270) | 80,0 % (64/80)      | 76,3 % (61/80)  | 85,0 % (51/60)       | 0,0 % (0/0)     | 78,0 % (39/50) |
| 3     | 2001-2002 | 79,9 % (171/214) | 70,0 % (28/40)      | 80,0 % (48/60)  | 87,5 % (35/40)       | 0,0 % (0/0)     | 81,1 % (60/74) |
| 4     | 2002-2003 | 85,0 % (119/140) | 85,0 % (17/20)      | 84,3 % (59/70)  | 82,5 % (33/40)       | 0,0 % (0/0)     | 99,9 % (10/10) |
| 5     | 2003-2004 | 77,9 % (226/290) | 85,0 % (34/40)      | 75,6 % (68/90)  | 79,2 % (95/120)      | 0,0 % (0/0)     | 72,5 % (29/40) |
| 6     | 2004-2005 | 81,9 % (272/332) | 83,8 % (67/80)      | 84,4 % (76/90)  | 79,0 % (79/100)      | 0,0 % (0/0)     | 80,6 % (50/62) |
| 7     | 2005-2006 | 80,9 % (93/115)  | 70,0 % (28/40)      | 92,5 % (37/40)  | 90,0 % (18/20)       | 0,0 % (0/0)     | 66,7 % (10/15) |
| 8     | 2006-2007 | 83,6 % (285/341) | 85,0 % (51/60)      | 85,0 % (85/100) | 82,5 % (99/120)      | 0,0 % (0/0)     | 82,0 % (51/60) |
| 9     | 2007-2008 | 81,3 % (204/251) | 88,3 % (53/60)      | 80,0 % (72/90)  | 75,0 % (30/40)       | 80,0 % (0/0)    | 80,3 % (49/61) |
| 10    | 2008-2009 | 81,5 % (229/281) | 78,8 % (63/80)      | 82,5 % (66/80)  | 83,3 % (50/60)       | 0,0 % (0/0)     | 82,0 % (50/61) |
| 11    | 2009-2010 | 76,5 % (199/260) | 81,7 % (49/60)      | 76,7 % (69/90)  | 85,0 % (34/40)       | 0,0nbsp;% (0/0) | 67,1 % (47/70) |
| 12    | 2010-2011 | 80,0 % (56/70)   | 83,3 % (50/60)      | 60,0 % (6/10)   | 0,0 % (0/0)          | 0,0 % (0/0)     | 0,0 % (0/0)    |